# パンガー湾国立公園
パンガー湾国立公園(タイ語:  อุทยานแห่งชาติอ่าวพังงา)は、タイ王国のパンガー県に存在する、同国の国立公園の1つである。この公園は1981年4月29日官報98号64章によって設置が公布された。なお、アーオ・パンガー国立公園とも表記されるものの、本稿では以降、パンガー湾国立公園という表記に統一する。

## 概要

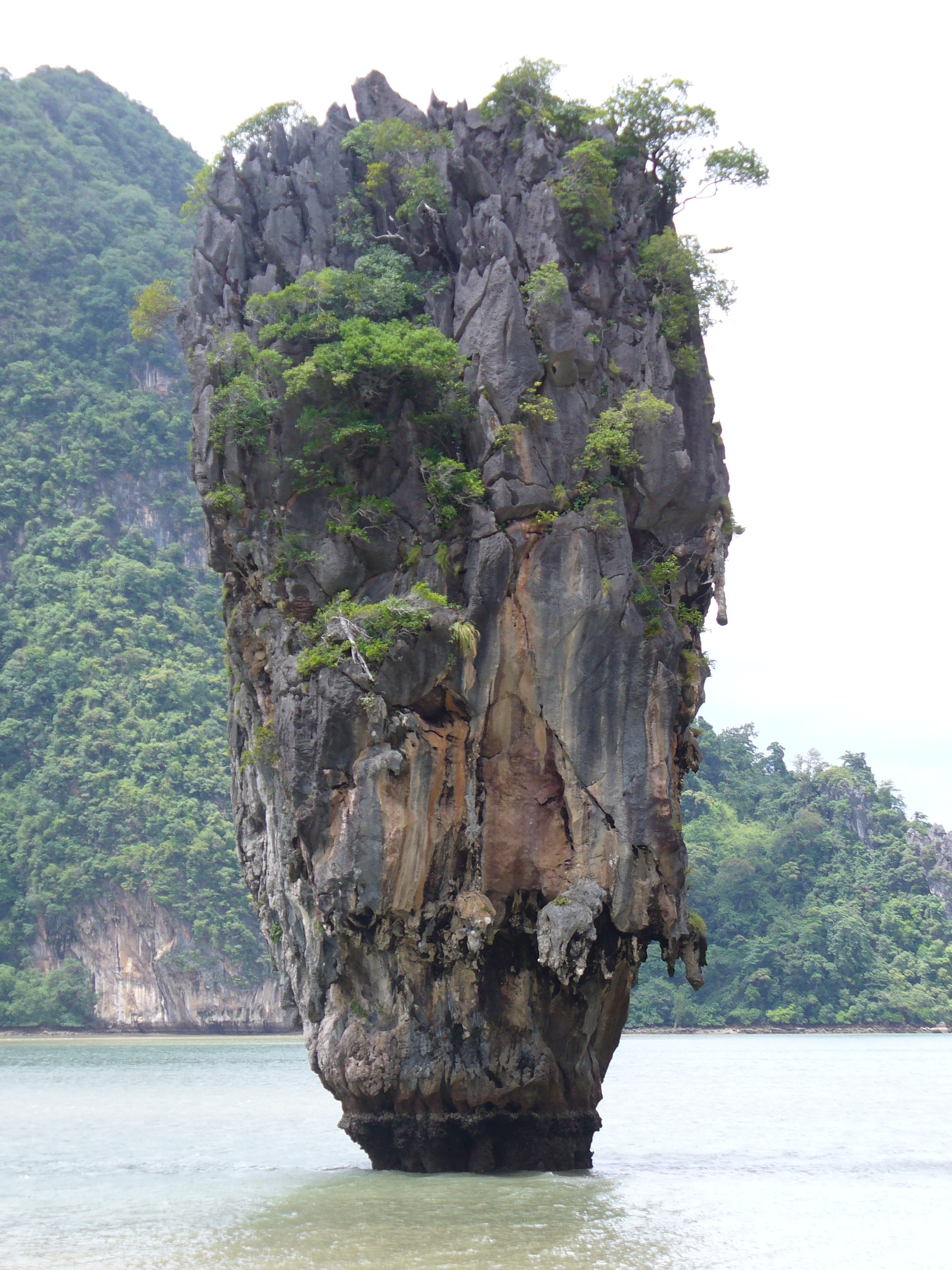
タプー島

パンガー湾国立公園はパンガー県に設置された国立公園であり、全面積約400㎢の中に現在タイ国内で最大の面積を誇る豊かなマングローブ林が広がっている。パンガー県内のマングローブ林の全面積は30,442ha、これはタイ国内の全面積のおよそ18%に相当する（1996年時点）。国立公園はムアンパンガー郡からタクワトゥン郡までの沿岸部と、公園の80%の領域を占めるアンダマン海海域部によって構成されている。公園の海域部には、タオ島、プラアートタウ島、ボーイノーイ島、ボーイヤイ島、ラーヤーリン島、パナック島、ホーン島、パンイー島、ピンカン島など、大小合わせて42の島が浮かんでいる。2002年にラムサール条約登録地となった。

## 地理

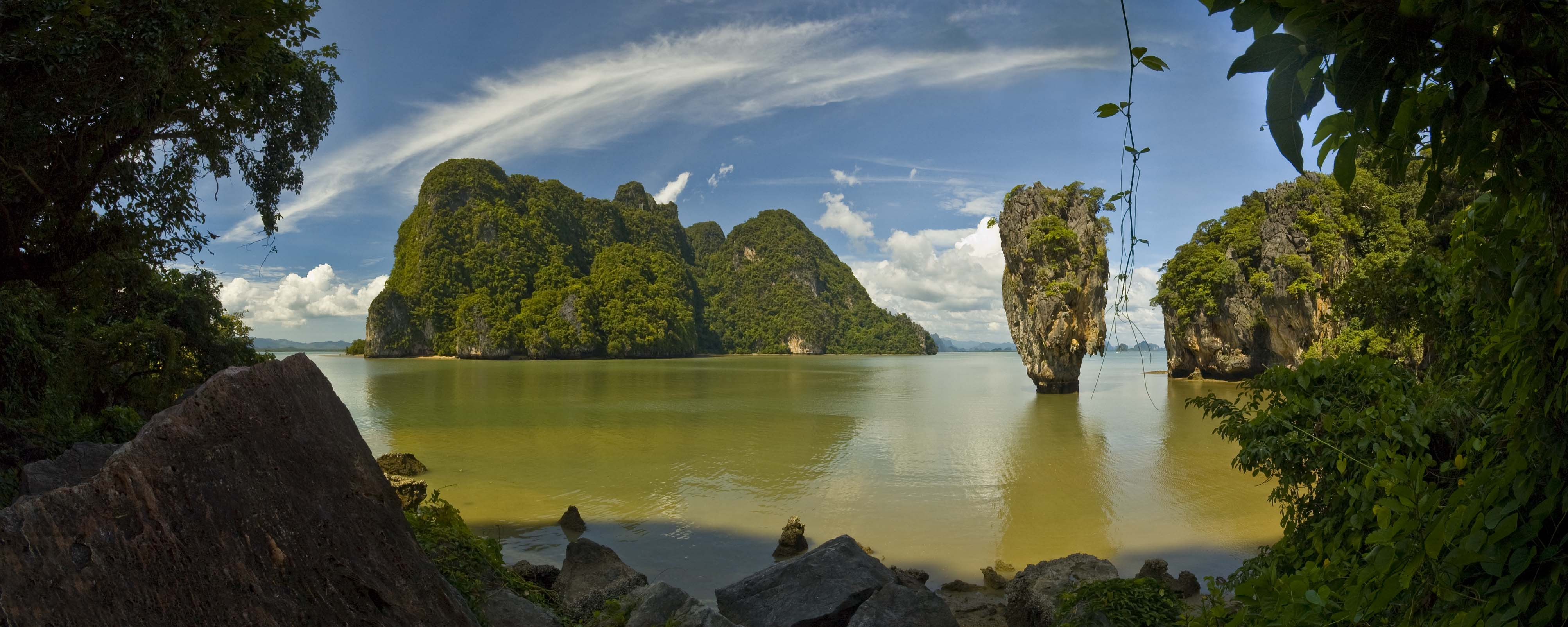
ピンカン島からの景色。なお、写真の中央よりやや右側に柱のように立っているのが、石灰岩でできた海食柱として知られるタプー島。

パンガー湾の地形構造は、白亜紀から第三紀初期、1億3600万年から3000万年前に形成された山脈から構成されている。
この地域に広くみられる地形は断層によって形成されたものであり、地質学では「クローンマルイ断層」、「パンガー断層」と呼ばれている。それ以外に堆積岩や変成岩の層を持つ山々が存在し、結晶片岩の山地は、ある場所では破砕され小さな小山となり、ある場所では大きな山として残っている。また、主に石灰岩でできていてカルスト地形となっている山地もある。石灰岩は、雨水に溶存している二酸化炭素によって化学的に浸食されるため、穴や陥没（ドリーネ）や、鍾乳洞が数多く形成されて、いわゆるカルスト地形となっているのである。なお、西部地域は地殻が沈降しているために、海岸線は入り組んでいる。そして、石灰岩でできた島々がパンガー湾内に散らばっている。
1987年、先史時代の遺跡がパンガー湾国立公園のタオ山の周辺で発見された。人が移住してきた痕跡とみられ、先史時代に埋葬された人骨が出土している。
また地質学者の研究によると、パンガー湾内の島々や岩崖の洞窟や割れ目にあった貝化石から、鮮新世代から完新世までの間、およそ1万1千年前頃の氷期に海面水位がかなり下がっており、現在、島や岩礁となっている岩稜は陸上にあった。7,500-8,500年前から海面水位は少しずつ上昇して最高水位まで上がり、現在の平均水位より4.5mも高い水位となった。4,500-5,000年前、海面水位は上昇と下降の変動を繰り返した。2,700-3,700年前海面水位は安定的になるが、まだ現在よりも1.5-2.5mほど高く、1,500年前でも現在よりも1.5mほど高かった。

## 遺跡
パンガー湾国立公園と周辺地域では、先史時代に遺棄された集落遺跡が見つかっており、それによるとおよそ1万年前には人類がクラビー県とパンガー県に居住していた痕跡があり、おそらくは移動生活を行っていたか、岩陰や洞窟に入り込み住んでいたとみられる。また、当時は筏や舟の上に住むことはなかったが、海面水位が上昇するのに伴い、集団が分かれ、ある一集団はより内陸に逃げ、筏や舟の作り方を知る別の集団はパンガー湾周辺で漂流生活を行ったと考えられている。しかし、洞窟や岩陰などといった居住地では、その時々の環境に合わせて絶えず居住地を移動しなければならなかったようで、また果ては海へと進出する集落も出現したことを考えると、恐らくこの地域は、定住するには適さなかったとみられる。このようなことからパンガー湾国立公園は先史時代には人々の居住地もしくは来訪地となっていることがわかっており、キアン山（เขาเขียน）、パンイー島（เกาะปันหยี）、ラヤー山（เขาระย้า）、ナーガ洞窟（ถ้ำนาค）、プラアートタオ島（เกาะพระอาตเฒ่า）は先史時代の遺跡であると推定されている。
パン山（เขาพัง）出土遺物の中に多くの石斧がみられる。それ以外にも土器が出土しており、無文、縄文、磨製、円筒形押型文、石斧による刻目文などの文様が見られる。しかし出土量に明らかな偏向は見られない。この他にプラアートタウ島でも無文、縄文の素焼きの土器片、石斧、石製ナイフなどが見つかっている。
パンガー湾の岸壁には古代の壁画が残っており、多くは線画である。彩色されているものもあり、色のある線で描かれたもの、見たままの本物の色で描かれたもの、色を垂らしたり、色をはたきつけたりすることで描いたものなど、主に黒色と赤色で描かれる傾向がある。その他の色もあるが量は少ない。絵のモチーフは人間や動物の体が描かれることが多く、たとえば魚を担いだ人、魚、エビ、オナガザル、鳥、ゾウがある。また無機物のモチーフでは、護符の文様のような線、文字のようなもの、矢印のようなもの、水生動物をとらえる道具、舟などがある。